# Візова політика Абхазії
Респу́бліка Абха́зія — самопроголошена держава на східному узбережжі Чорного моря, де-юре автономна республіка у складі Грузії. У 1992 році сепаратистський уряд республіки проголосив незалежність від Грузії, що наступного року спричинило грузинсько-абхазьку війну. Для в'їзду на територію Абхазії громадянам більшості держав потрібне завчасне отримання візи. Громадянам деяких країн віза для в'їзду в країну не потрібно.

## Не потрібна віза (90 діб)
| - Нікарагуа - Росія | - Південна Осетія - Придністров'я - Тувалу |  |